# 沃尔默兰
沃尔默兰（Wormerland）是荷蘭的一個市镇，位於荷蘭北部。沃尔默兰在行政區劃上屬於北荷蘭省。

## 外部連結
- 维基共享资源上的相關多媒體資源：沃尔默兰
- Official website （页面存档备份，存于）